# NGC 23
NGC 23 este o galaxie spirală localizată în consteleța Pegasus. Aceasta a fost descoperită de către William Herschel, în 10 septembrie 1784.